# فلوت سحرآمیز
فلوت سحرآمیز (به آلمانی: Die Zauberflöte) (ک. ۶۲۰) اپرایی در دو پرده از ولفگانگ آمادئوس موتسارت، آهنگساز نامدار اتریشی، است که در سال ۱۷۹۱ خلق شده‌است. اپرانامهٔ این اثر به زبان آلمانی و نوشتهٔ امانوئل شیکاندر است. این اثر در قالبِ زینگ‌اشپیل یا تلفیق صحبت کردن عادی و خواندن آواز است. فلوت سحرآمیز آخرین اپرای موتسارت است و اولین بار در ۳۰ سپتامبر ۱۷۹۱ در وین (فرایهاوس‌تئاتر در ویدن) اجرا شد.
در این داستان، یک زوج جوان در تکاپو برای رسیدن به یکدیگر هستند و برای این هدف مجبورند از جانب زرتشت، که صاحب خرد و دانایی است، آزمون‌هایی را پشت‌سر بگذارند.

## اجرای نخست
موتسارت در سپتامبر ۱۷۹۱ از پراگ به وین آمد تا اپرای «فلوت سحرآمیز» را برای اولین بار اجرا کند. در این هنگام هنوز دو قسمت از موسیقی اپرا، یعنی اورتور و مارش روحانیون آماده نبودند و شیکاندر بدین خاطر نگران بود. موتسارت دو روز قبل از اجرا، کل کار را تکمیل کرد. اجرای اول این اثر در تاریخ ۳۰ سپتامبر در وین روی صحنه رفت که با موفقیت خیره‌کننده‌ای روبه‌رو شد و استقبال تماشاچیان از آن بسیار خوب بود. اولین اجرای این اثر توسط خود موتسارت رهبری شد. شیکاندر سود خوبی از اجراهای متعدد این اپرا برد و حتی توانست با پول آن ساختمان جدیدی برای تئاتر خود بسازد.

## نقش‌ها
نوع صداهای ذکرشده در جدول زیر براساس اپرانامهٔ اصلی است.

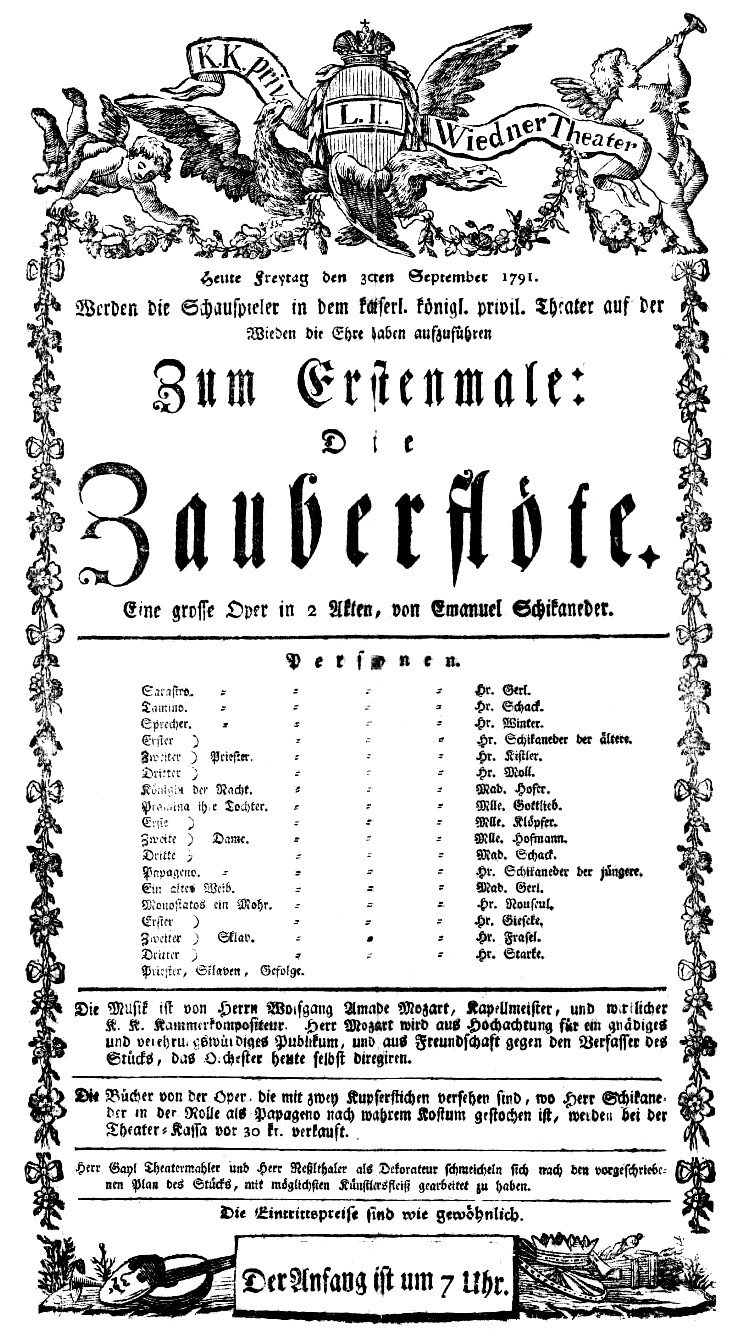
برنامهٔ نمایش نخستین اجرای اپرای فلوت سحرآمیز به تاریخ ۳۰ سپتامبر، ۱۷۹۱.

| نقش                               | نوع صدا                             |
| --------------------------------- | ----------------------------------- |
| تامینو                            | تِنور                                |
| پاپاگنو                           | باریتون                             |
| پامینا، دختر ملکهٔ شب              | سوپرانو                             |
| ملکهٔ شب                           | سوپرانو کولوراتورا                  |
| زرتشت                             | باس                                 |
| سه بانو                           | متزو سوپرانو (۱)، سوپرانو (۲)       |
| مونوستاتوس                        | تنور                                |
| سه پسر روحانی                     | سوپرانوی پسرانه، آلتو، متزو سوپرانو |
| سخنگوی معبد                       | باس–باریتون                         |
| سه کشیش                           | تنور (۱)، باس (۲)                   |
| پاپاگنو                           | سوپرانو                             |
| دو مرد نیزه‌دار                    | تِنور، باس                           |
| سه خدمت‌گزار                       | تنور (۱)، باس (۲)                   |
| گروه کُر کشیشان، زنان، مردم و خدمه |                                     |

## خلاصه

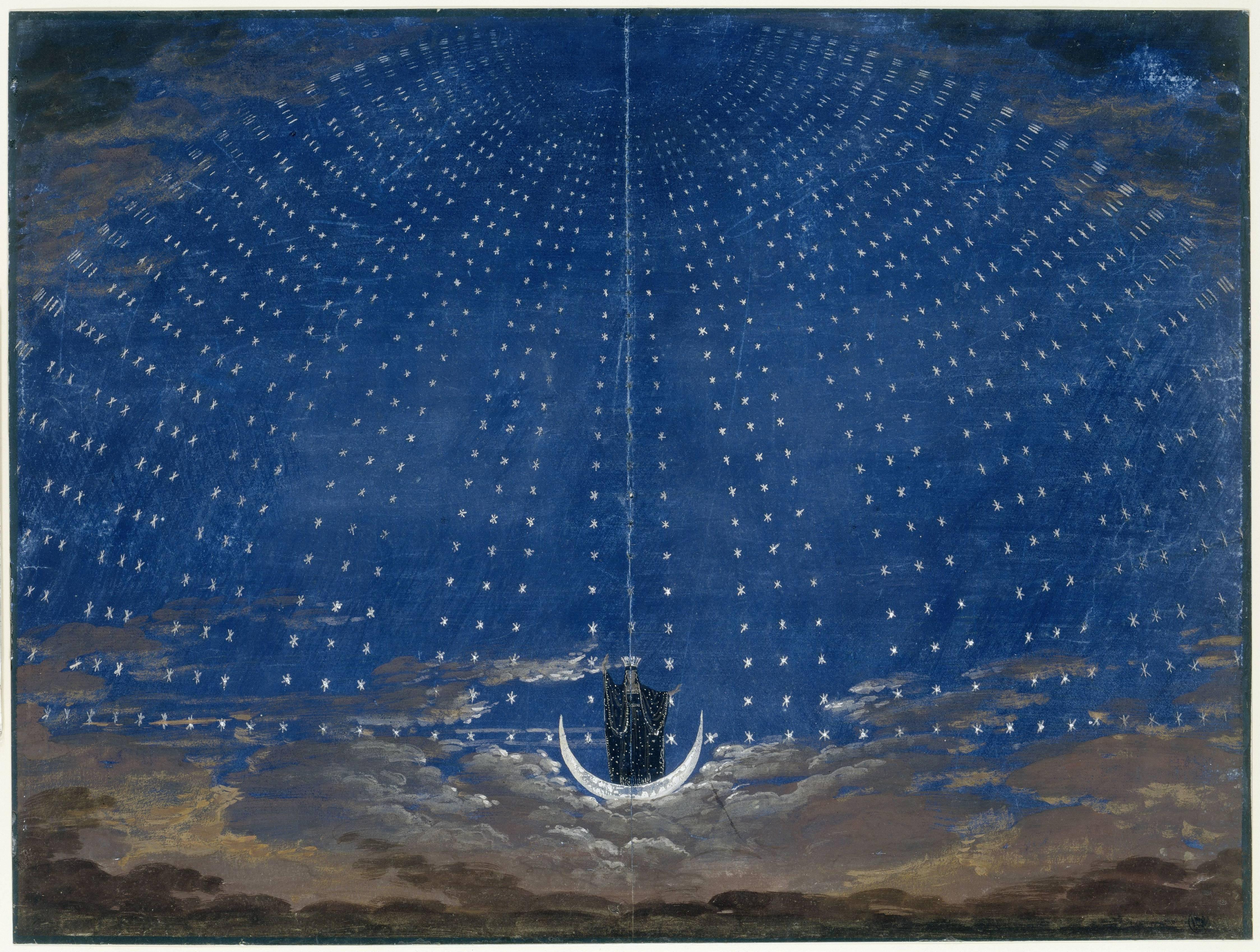
نماد فلوت سحرآمیز

### پردهٔ یک
صحنهٔ اول ـ چشم‌انداز صخره‌ای و ناهموار
تامینو، شاهزاده‌ای خوش‌ظاهر، در دوردست‌ها گم شده و ماری خطرناک در تعقیب اوست؛ او دعا می‌کند که خداوند نجاتش دهد (!"quartet: "Zu Hilfe! Zu Hilfe). وی از ترس بیهوش می‌شود. سه بانو ـ خدمهٔ ملکهٔ شب ـ ظاهر می‌شوند و مار را می‌کشند. آنها مجذوب برازندگی مرد جوان شده و به‌سوی ملکهٔ خود می‌شتابند تا او را خبردار کنند.
تامینو به هوش می‌آید و پاپاگنو را می‌بیند که در آن اطراف در جستجوی پرندگان است. پاپاگنو خود را مردی شاد و صیاد پرندگان معرفی می‌کند و می‌گوید تنها غم او نداشتن همسری زیبا و مهربان است ("aria: "Der Vogelfänger bin ich ja). تامینو خود را به پاپاگنو معرفی می‌کند و می‌پرسد که آیا او زندگی اش را نجات داده و مار را کشته؛ پاپاگنو ادعا می‌کند که این کار را با داستان قدرتمندش انجام داده‌است. سه بانو بلافاصله ظاهر می‌شوند و به‌خاطر دروغگویی مرد صیاد، جیرهٔ روزانه‌اش را که شامل انجیر، کیک و نوشیدنی بوده، قطع کرده و تنها جرعه‌ای آب به او می‌دهند و به‌جای غذا سنگی به او داده و دهانش را با قفلی سنگی می‌بندند. آنها به تامینو می‌گویند که جانش را نجات داده‌اند و او نیز درعوض باید فرمان ملکه‌شان را اجرا کند. این سه زن، عکس پامینا ـ دختر ملکه ـ را به او نشان می‌دهند و از وی می‌خواهند که دخترک معصوم را از اسارت در معبد یک ساحر بدخواه ( زرتشتآزاد کند.
تامینو با دیدن عکس، عاشق پامینا می‌شود ("aria: "Dies Bildnis ist bezaubernd schön) و بعد از دیدن ملکه - که پس از رعد و برقی سهمگین وارد می‌شود - به او اطمینان می‌دهد که دخترش را از چنگال ستمگر( زرتشت) نجات دهد. ملکه هم به او قول می‌دهد که در صورت پیروزی در مقابله با زرتشت، دخترش را به همسری وی در خواهد آورد ("aria: "O zittre nicht, mein lieber Sohn).
ملکه می‌رود و سه بانو با فلوتی سحرآمیز وارد می‌شوند. آنها فلوت را به تامینو می‌دهند و به او می‌گویند که اگر در مواقع خطر آنرا بنوازد، تمامی مصائب و سختی‌ها به شادی و آرامش تبدیل خواهند شد؛ همچنین قفل سنگی را - به شرط راستگویی - از دهان پاپاگنو برداشته و از او می‌خواهند که تامینو را همراهی کند. این سه بانو، یک ساز جادویی -مانند جعبه موسیقی- هم به پاپاگنو می‌دهند؛ صدای این ساز قادر بوده شنوندگانش را در هر وضعیتی که هستند شادمان سازد. آنها سه فرشته - به شکل پسر بچه‌های روحانی - را نیز همراهشان می‌کنند تا معبد زرتشت را نشانشان دهند. تامینو و پاپاگنو عازم معبد می‌شوند (!"Quintet: "Hm! Hm! Hm! Hm).
صحنهٔ دوم ـ یک اتاق در معبد زرتشت
پامینا با دست‌های بسته، توسط خدمتگزاران زرتشت آورده می‌شود. موناستتوس با ولع چشم به پامینا دوخته و از خدمه می‌خواهد که آنجا را ترک کنند. پاپاگنو که به خواسته تامینو جلوتر برای پیدا کردن پامینا آمده، سر می‌رسد (!"Trio: "Du feines Täubchen, nur herein).
پاپاگنو و موناستتوس با دیدن یکدیگر وحشت زده می‌شوند و موناستتوس پا به فرار می‌گذارد. پاپاگنو به پامینا می‌گوید که مادرش جوانی برازنده به نام تامینو را برای آزادی و ازدواج با او فرستاده؛ پامینا از این خبر بسیار خوشحال می‌شود و آرزو می‌کند پاپاگنو نیز هر چه زودتر همسر دلخواهش را یافته و زندگی خوشی را آغاز کند (duet: "Bei Männern welche Liebe fühlen").
صحنهٔ سوم ـ یک بیشه‌زار
سه پسر بچه روحانی، تامینو را به سمت معبد هدایت کرده و به او اطمینان می‌دهند که اگر در راه رسیدن به هدفش صبور، عاقل و ثابت قدم باشد، پیروزی از آنش خواهد بود. کشیشان حاضر در آنجا از ورود او از در سمت چپ و راست ممانعت می‌کنند و وی بالاخره موفق می‌شود از در میانی وارد شود. سخنگوی معبد به تامینو می‌گوید آنطور که او فکر می‌کند، زرتشت بدخواه و بدقلب نیست، بلکه برعکس این ملکه شب است که بدیمن و فساد انگیز است؛ وی تامینو را نصیحت می‌کند که برای انجام هر کاری به عقلش رجوع کند و آنجا را ترک می‌کند. تامینو، بیرون معبد، در انتظار پایان شب است تا صبح هنگام به ادامه جستجوی پامینا بپردازد. او نگران است که مبادا پامینا کشته شده باشد؛ اما با گوش دادن به صداهای داخل معبد، مطمئن می‌شود که او زنده است. شاهزاده عاشق، با شادمانی شروع به نواختن فلوت جادویی اش می‌کند و با موسیقی آن، حیوانات در بیشه نیز به وجد میایند؛ سپس صدای نی پاپاگنو را می‌شنود و به سمت او می‌شتابد.
پاپاگنو و پامینا نیز در جستجوی تامینو هستندکه توسط موناستتوس متوقّف می‌شوند. پاپاگنو ساز سحرآمیز خود را می‌نوازد و با شنیدن این نوا، موناستتوس و همراهانش شروع به رقصیدن می‌کنند.
پاپاگنو و پامینا صدای نزدیک شدن زرتشت را می‌شنوند و وحشتزده می‌شوند. پاپاگنو با ترس و لرز از پامینا می‌پرسد که حالا باید به او چه بگویند و پامینا پاسخ می‌دهد که «حقیقت» تنها چیزیست که باید گفته شود. زرتشت با درود و تهنیت یارانش و گواهی آنها بر حکمت و عدالتش، وارد می‌شود. پامینا روی پاهای زرتشت می‌افتد و تقاضای عفو می‌کند؛ او اعتراف می‌کند قصد فرار داشته و تنها دلیلش هم چشم ناپاک و آزارهای موناستتوس است.
زرتشت او را می‌بخشد و به دخترک می‌گوید که تنها خواسته اش شادی و خوشبختی اوست و تنها دلیل نگاه داشتن او در معبد، خودخواهی و غرور مادرش است که اثر بدی بر اطرافیانش می‌گذارد. در این بین، موناستتوس تامینو را نزد زرتشت میاورد؛ پامینا و تامینو برای اولین بار یکدیگر را دیده و همدیگر را در آغوش می‌گیرند که این باعث خشم اطرافیان زرتشت می‌شود. موناستتوس به زرتشت می‌گوید که پامینا و پاپاگنو را در حال فرار، گرفته و درخواست پاداش می‌کند؛ اما برعکس، زرتشت به خاطر رفتارهای شهوانی و به دور از اخلاقیاتش نسبت به پامینا، وی را مؤاخذه و تنبیه می‌کند.
زرتشت اعلام می‌کند که اگر تامینو خواهان ازدواج با پامینا است، برای واجد شرایط شدن باید از آزمایش‌های حکمت و معرفت سربلند بیرون بیاید؛ کشیشان هم ادامه می‌دهند که باید برای این امر مقدس، تقوا و گذشت داشته باشد ("Wenn Tugend und Gerechtigkeit").

### پرده دو
صحنهٔ اول ـ یک نخلستان
انجمن کشیشان متشکل از ایسیس و اسیریس، با سرپرست زرتشت ، همراه با یک مارش تشریفاتی وارد می‌شوند. زرتشت  به کشیشان می‌گوید که تامینو آماده است رنج و مصائب پیش رو را تحمل کند تا به روشنگری دست یابد؛ او ادامه می‌دهد که پامینا را از مادرش جدا کرده تا او را به فردی لایق و خوش قلب همچون تامینو بسپارد. وی ضمن قدردانی از ایسیس و اسیریس، از آنها می‌خواهد که در این راه حامی تامینو و پامینا باشند ("Aria: "O Isis und Osiris).
صحنهٔ دوم ـ محوطه‌ای در معبد آزمون‌ها
تامینو و پاپاگنو (که بسیار ترسیده‌بود) توسط دو کشیش به داخل راهنمایی می‌شوند. آنها از تامینو می‌پرسند که به دنبال چیست؛ او هم در پاسخ می‌گوید که خواهان عشق، عقل و روشنگریست. اما پاپاگنو می‌گوید خواب، غذا، نوشیدنی و یک زن زیبا برای او از همه چیز مهم‌تر است. کشیشان به تامینو و پاپاگنو می‌گویند که اگر از آزمایش‌هایی که در پیش رو دارند سربلند بیرون بیایند، به آنچه که در طلبش هستند خواهند رسید. اولین آزمون آنها سکوت و بی‌تفاوتی به زنهای اطرافشان بود ("Duet: "Bewahret euch von Weibertücken).
سه بانو ظاهر می‌شوند و از اینکه تامینو را در بین همگروهان زرتشت می‌یابند، متعجب و هراسناک می‌شوند. آنها از پاپاگنو و تامینو می‌خواهند که در این مورد صحبت کنند ("Quintet: "Wie, wie, wie). پاپاگنو نمی‌تواند مقاومت کند و جواب این سه زن را می‌دهد؛ ولی تامینو همچنان سکوت کرده، از آنها کناره‌گیری می‌کند و از پاپاگنو نیز می‌خواهد که چنین رفتار کند. سه بانو، نامطمئن از دلیل بی اعتنایی و خاموشی تامینو، آنجا را ترک می‌کنند. کشیشان موفقیت تامینو را در این آزمون تبریک گفته و به او یادآور می‌شوند که هنوز مراحل سخت دیگری در پیش روست.
صحنهٔ سوم ـ باغی که پامینا در آنجا خوابیده
پامینا خوابیده و مونوستاتوس با حرص و شهوت به او نزدیک می‌شود ("Aria: "Alles fühlt der Liebe Freuden). او به پامینا نزدیکتر می‌شود تا او را ببوسد که ملکه شب ظاهر می‌شود؛ پامینا از خواب می‌پرد، مادرش را می‌بیند و به او خبر می‌دهد که تامینو به جمع یاران زرتشت پیوسته و در راه روشنگری گام برمی‌دارد. ملکه بسیار خشمگین می‌شود و خنجری به پامینا می‌دهد تا زرتشت را با آن به قتل برساند ("Aria: "Der Hölle Rache kocht in meinem Herzen).
وی دخترک را ترک می‌کند و پامینو هم تصمیم می‌گیرد که دستور مادرش را اجرا نکند. موناستتوس بازمی‌گردد و دختر جوان را تهدید می‌کند که اگر به خواسته‌هایش تن در ندهد، به زرتشت خواهد گفت که او و مادرش نقشه قتلش را در سر دارند؛ اما زرتشت  در همان لحظه سر می‌رسد و مرد هوسباز را از آنجا دور می‌کند. پامینا از زرتشت تقاضای بخشش می‌کند و مرد روحانی پاسخ می‌دهد که خشم و انتقام در قلمرو حکمرانی او جایی ندارد ("Aria: "In diesen heil'gen Hallen).
صحنهٔ چهارم ـ تالاری در معبد آزمون‌ها
تامینو و پاپاگنو با همراهی کشیشان به داخل آورده می‌شوند. به این دو سفارش می‌شود که همچنان سکوت خود را حفظ کنند. پاپاگنو ابراز تشنگی می‌کند و پیرزنی برایش آب میاورد. پاپاگنو با او شروع به صحبت می‌کند و سنّ و نام همسرش را از او می‌پرسد؛ پیرزن اظهار می‌کند که کم سنّ و مجرد است و سپس ناپدید می‌شود. سه پسر بچه روحانی غذا، فلوت سحرآمیز و زنگ‌های جادویی را برایشان می‌آورند و به پاپاگنو سفارش می‌کنند که ساکت بماند. تامینو شروع به نواختن فلوت می‌کند و نوای فلوت، پامینا را نزد او می‌آورد. پامینا به او ابراز عشق می‌کند اما تامینو هنوز اجازهٔ صحبت کردن نداشته‌است؛ برخورد سرد تامینو، پامینا را آزرده‌خاطر کرده و تصور می‌کند که شاهزادهٔ جوان دیگر میلی به او ندارد (Aria: "Ach, ich fühl's, es ist verschwunden").
صحنهٔ پنجم ـ چند هرم
کشیشان سربلندی تامینو در آزمونها را - تا به اینجا - جشن می‌گیرند و برای پیروزی‌های بعدی او نیز دعا می‌کنند (Chorus: "O Isis und Osiris"). زرتشت پامینا را پیش تامینو میاورد و از این دو می‌خواهد قبل از شروع آزمونهای دشوارتر بعدی، از یکدیگر خداحافظی کنند (?"Trio: Sarastro, Pamina, Tamino – "Soll ich dich, Teurer, nicht mehr sehn). پس از خروج آنها پاپاگنو وارد می‌شود؛ در حالیکه به دنبال تامینو می‌گردد و از سختی مراحل روشنگری شکایت می‌کند. او به یکی از کشیشان برخورد می‌کند و تقاضای نوشیدنی کرده و آرزوی خود را برای داشتن زنی زیبا بیان می‌کند("Aria, Papageno: "Ein Mädchen oder Weibchen). آن پیرزن دوباره ظاهر می‌شود و به پاپاگنو می‌گوید که اگر با او ازدواج نکند، تا آخر عمر زندانی خواهد شد. پاپاگنو هم با وجود اینکه این زن همسر دلخواهش نبوده - با امید اینکه در آینده زن جوان دیگری نصیبش شود و هر چه باشد ازدواج از زندان رفتن بهتر است - تقاضای او را قبول می‌کند. بلافاصله بعد از رضایت پاپاگنو، آن پیرزن تبدیل به زنی زیبا و جوان به نام پاپاگنا می‌شود. این دو یکدیگر را در آغوش می‌گیرند اما کشیش حاضر در آنجا اعلام می‌کند که پاپاگنو هنوز شایستگی پاپاگنا را ندارد و باید آزمونهای دیگری را پشت سر گذارد.
صحنهٔ ششم ـ یک باغ
سه پسر روحانی با طیفی از نور سر می‌رسند. آنها پامینا را می‌بینند که به‌دلیل بی‌اعتنایی تامینو، قصد خودکشی دارد. این سه روح مقدس به دخترک عاشق اطمینان می‌دهند که شاهزادهٔ جوان هنوز متعهد به عشق اوست و پامینا را راضی می‌کنند که با آنها نزد تامینو برود ("Quartet: "Bald prangt, den Morgen zu verkünden).
صحنهٔ هفتم ـ محوطه‌ای در بیرون معبد آزمون‌ها
دو مرد نیزه‌دار تامینو را راهنمایی می‌کنند؛ آنها آیین‌های مذهبی ایسیس و اسیریس را بازخوانی کرده و به همهٔ آنهایی که بر ترس از مرگ غلبه کرده‌اند، وعدهٔ روشنگری و کمال می‌دهند ("Der, welcher wandert diese Strasse voll Beschwerden"). تامینو برای آزمون‌های بعدی اعلام آمادگی می‌کند. صدای پامینا از دور شنیده می‌شود؛ دو مرد نیزه‌دار به تامینو مژده می‌دهند که آزمون سکوت را با موفقیت پشت سر گذاشته و حالا می‌تواند با پامینا حرف بزند. پامینا نزد تامینو می‌آید و به او اطمینان می‌دهد که تا پایان آزمون‌های معرفت همراهش خواهد ماند. آنها از دوباره در کنار هم بودن بسیار خوشحال می‌شوند و تصمیم می‌گیرند که با تکیه بر نوای تأثیرگذار فلوت سحرآمیز، مراحل سختِ پیش رو را با قدرت و استقامت پشت سر بگذارند (!"Tamino mein, o welch ein Glück"). این دو دلداده، با شجاعت و ایمان به نیروی فلوت سحرآمیز، آزمون‌های آتش و آب را نیز با سربلندی و بدون آسیب گذرانده و برای جشن پیروزی همراه کشیشان وارد معبد می‌شوند.
صحنهٔ هشتم ـ یک باغ
پاپاگنو در غم ناپدید شدن پاپاگنا است و قصد خودکشی دارد (!"Aria/Quartet: "Papagena! Papagena! Papagena). سه پسر بچه روحانی ظاهر شده و او را از این کار بازمی‌دارند. آنها از او می‌خواهند که زنگهای جادویی اش را به صدا درآورده و پاپاگنا را بطلبد. همراه با صدای زنگها، پاپاگنا پیش پاپاگنو می‌آید و این دو شادی وصالشان را جشن می‌گیرند و تصمیم می‌گیرند که با آوردن تعداد زیادی بچه، زندگی پرنشاطی را برای آینده اشان رقم بزنند (Duet: "Pa … pa … pa ...").
مونوستاتوس خیانتکار با ملکه شب و همراهی سه بانو وارد می‌شوند. آنها نقشه می‌کشند که معبد را نابود کنند ("Nur stille, stille") و ملکه هم تأیید می‌کند که در صورت رسیدن به هدفشان، پامینا همسر مونوستاتوس خواهد شد؛ اما قبل از ورودشان به معبد، توطئه گران به طرز معجزه آسایی مطرود شده و برای همیشه به تاریکی شب واصل می‌شوند.
صحنهٔ نهم - معبد خورشید
زرتشت پیروزی خورشید بر تاریکی شب را اعلام می‌کند. همگان استواری و شجاعت تامینو و پامینا را در گذراندن مراحل سخت معرفت، ستایش می‌کنند و با فرستادن درود بر ایسیس و اسیریس، شروع درخشان دوران جدیدی از برادری و فضیلت را جشن می‌گیرند.